# Chaconne in g-mineur
Chaconne in g mineur is een compositie van Henry Purcell. Een chaconne stond ten tijde van Purcell, voor muziek uit de barok, voor "Thema met variaties". Dit werk in driekwartsmaat bestaat uit een thema verdeeld over 8 maten en daarop volgen 18 variaties. Het werk van 154 maten is puur vierstemmig (2 vioolstemmen, 1 altvioolstem en 1 basstem) en is dus geschikt voor strijkkwartet. Slechts in één variatie (nr. 14) trad Purcell buiten zijn eigen schema door voor slechts drie stemmen te schrijven, de altviool fungeert dan als basinstrument. Het is onbekend wanneer Purcell dit werk heeft geschreven. De 20e-eeuwse componist Benjamin Britten was zo verzot op dit werk, dat hij het arrangeerde naar strijkkwartet en strijkorkest om het vervolgens in de versie voor strijkorkest een aantal keren uit te voeren. Britten was ook opnemend artiest, maar had het zo druk dat het steeds uitgesteld werd. In december 1968 legde Britten zijn definitieve versie van deze Chaconne op tape vast. Op 30 januari 1948 speelde Britten het zelf met het Collegium Musicum Chamber Orchestra op zijn eigen Aldeburgh Festival.
Dat Britten de muziek van Purcell hoog had zitten, kan verder ontleend worden aan zijn The young person's guide to the orchestra, dat Britten bouwde rondom een ander thema uit de pen van Purcell.
Van het werk is ook een transcriptie voor orgel en een bewerking voor 3 blokfluiten en een basso continuo.

## Discografie
Er zijn tientallen van dit werk in zijn oorspronkelijke opzet, dan wel in de bewerking van Britten.